# Aloys Pollender
Franz Anton Aloys Pollender (26 de gener de 1799 – 17 d'agost de 1879) va ser un metge alemany que va ser el primer en descobrir l'etiologia de l'anthrax.